# Joost Vergoossen
Joost Vergoossen (Geleen, 22 november 1967) is een Nederlands gitarist. Hij begon eerst met piano spelen, maar raakte onder de invloed van gitaristen als Ritchie Blackmore, Gary Moore en Pat Metheny.
Vergoossen leerde gitaar spelen op zijn middelbare school; een aantal schoolbandjes volgde. Vervolgens ging hij op 19-jarige leeftijd studeren aan het Conservatorium van Maastricht; hij studeerde daar cum laude af. Hij richtte samen met zijn broer Bart Go to the Max op, dat zonder succes bleef. Gedurende de jaren 2000 en 2001 speelde hij in de band van Ilse de Lange. Ook kwam toen zijn eerste soloalbum.
Joost Vergoossen maakt sinds 2003 deel uit van Kayak; hij nam daarin de plaats over van Rob Winter, die verder musiceerde bij Marco Borsato. Van het een kwam het ander, Vergoossen werd ingeschakeld door Bert Heerink (ook Kayak), Het Goede Doel, maar ook solo bij Henk Westbroek, Opus One en Janse Bagge Band. Hij heeft ook meegespeeld met Youp van 't Hek, waar Ton Scherpenzeel (leider Kayak) vaste musicus is.
Na de breuk met Kayak in 2014 richtte Vergoossen samen met Kayak-zanger Edward Reekers en Kayak-zangeres Cindy Oudshoorn Symfo Classics op. Samen met Jan van Olfen (bas), Werner van Gool (toetsen) en Hubert Heeringa (drums) gaven ze concerten waarbij het repertoire van derden uit het genre symfonische rock werd uitgevoerd.
Sinds 2018 was hij de vaste gitarist van de Keulse rockband de Höhner. Op 23 april 2021 werd bekend dat Vergoossen deze band weer zou verlaten. Zijn uitlatingen op Facebook over de COVID-19-pandemie en zijn (vermeende) sympathie voor de FVD werden hiervoor als redenen gegeven.

## Discografie
- 2003: Hit home
- 2008: A fool's journey
- 2012: Breaking the Cycle